# Cornell Warner
Cornell Warner (Jackson, Misisipi, 12 de agosto de 1948) es un exjugador de baloncesto estadounidense que disputó siete temporadas en la NBA. Con 2,05 metros de altura, lo hacía en la posición de ala-pívot.

## Trayectoria deportiva

### Universidad
Jugó durante cuatro temporadas con los Tigers de la Universidad de Jackson State, donde en tres temporadas promedió 19 puntos y 15,8 rebotes por partido.

### Profesional
Fue elegido en la vigésimo cuarta posición del Draft de la NBA de 1970 por Buffalo Braves, y también por los Pittsburgh Pipers en el draft de la de la ABA, eligiendo la primera opción. Se convirtió rápidamente en un especialista reboteador, promediando en su primera temporada 6 puntos y 7 rebotes por partido.
Poco después de comenzada la temporada 1972-73 fue despedido, fichando como agente libre por los Cleveland Cavaliers. en los Cavs fue un hombre de banquillo, con el cometido de dar minutos de descanso a Rick Roberson. a pesar de ello se siguió mostrando como un gran reboteador, promediando 7,5 rechaces por partido. Pero no convenció a Bill Fitch, su entrenador, siendo despedido nada más comenzar la temporada siguiente. Fichó entonces por Milwaukee Bucks, donde actuó como titular, acabando la temporada entre los 20 mejores reboteadores de la liga, promediando 10,3 capturas por encuentro.
Antes del comienzo de la temporada 1975-76 fue traspasado a Los Angeles Lakers, donde en su primera temporada jugó como ala-pívot titular, acabando el año como segundo mejor reboteador del equipo tras Kareem Abdul-Jabbar, promediando 8,9 rechaces por partido. Jugó 14 partidos más con los Lakers al año siguiente, antes de ser despedido, retirándose del baloncesto.

## Estadísticas de su carrera en la NBA

### Temporada regular
| Temporada | Edad | Equipo              | Liga | P   | TIT | MIN  | TC  | TCA | %TC  | 3P | 3PA | %3P | TL  | TLA | %TL   | R.OF. | R.DEF. | REB  | ASIS | ROB | TAP | PER | FP  | PTS |
| 1970-71   | 22   | Buffalo Braves      | NBA  | 65  |     | 19.9 | 2.4 | 5.8 | .415 |    |     |     | 1.2 | 2.2 | .552  |       |        | 7.0  | 0.8  |     |     |     | 2.2 | 6.0 |
| 1971-72   | 23   | Buffalo Braves      | NBA  | 62  |     | 20.0 | 2.6 | 5.9 | .443 |    |     |     | 0.9 | 1.3 | .744  |       |        | 6.1  | 0.9  |     |     |     | 2.0 | 6.2 |
| 1972-73   | 24   | TOTAL               | NBA  | 72  |     | 19.0 | 2.4 | 5.8 | .413 |    |     |     | 0.8 | 1.3 | .656  |       |        | 7.3  | 1.0  |     |     |     | 2.5 | 5.7 |
| 1972-73   | 24   | Buffalo Braves      | NBA  | 4   |     | 11.8 | 2.0 | 4.3 | .471 |    |     |     | 0.3 | 0.5 | .500  |       |        | 3.8  | 1.5  |     |     |     | 1.5 | 4.3 |
| 1972-73   | 24   | Cleveland Cavaliers | NBA  | 68  |     | 19.5 | 2.4 | 5.9 | .411 |    |     |     | 0.9 | 1.3 | .659  |       |        | 7.5  | 1.0  |     |     |     | 2.5 | 5.7 |
| 1973-74   | 25   | TOTAL               | NBA  | 72  |     | 19.5 | 2.4 | 4.8 | .499 |    |     |     | 1.2 | 1.6 | .746  | 1.5   | 4.0    | 5.5  | 1.0  | 0.4 | 0.6 |     | 2.8 | 6.0 |
| 1973-74   | 25   | Cleveland Cavaliers | NBA  | 5   |     | 9.8  | 0.4 | 2.6 | .154 |    |     |     | 0.8 | 0.8 | 1.000 | 1.0   | 2.4    | 3.4  | 0.8  | 0.0 | 0.4 |     | 1.4 | 1.6 |
| 1973-74   | 25   | Milwaukee Bucks     | NBA  | 67  |     | 20.2 | 2.6 | 5.0 | .512 |    |     |     | 1.2 | 1.6 | .736  | 1.5   | 4.2    | 5.7  | 1.0  | 0.4 | 0.6 |     | 2.9 | 6.3 |
| 1974-75   | 26   | Milwaukee Bucks     | NBA  | 79  |     | 31.9 | 3.1 | 6.8 | .458 |    |     |     | 1.3 | 2.0 | .684  | 3.0   | 7.3    | 10.3 | 1.6  | 0.6 | 0.7 |     | 3.4 | 7.6 |
| 1975-76   | 27   | Los Angeles Lakers  | NBA  | 81  |     | 31.0 | 3.1 | 6.5 | .479 |    |     |     | 1.1 | 1.6 | .695  | 2.8   | 6.2    | 8.9  | 1.3  | 0.7 | 0.6 |     | 3.5 | 7.3 |
| 1976-77   | 28   | Los Angeles Lakers  | NBA  | 14  |     | 12.1 | 1.8 | 3.8 | .472 |    |     |     | 0.3 | 0.4 | .667  | 1.5   | 3.4    | 4.9  | 0.8  | 0.1 | 0.1 |     | 2.0 | 3.9 |
| Total     |      |                     | NBA  | 445 |     | 23.6 | 2.7 | 5.9 | .452 |    |     |     | 1.1 | 1.6 | .672  | 2.4   | 5.7    | 7.5  | 1.1  | 0.5 | 0.6 |     | 2.8 | 6.4 |

### Playoffs
| Temporada | Edad | Equipo             | Liga | P  | MIN | TCA | TC  | 3PA | 3P | TLA | TL | R.OF. | REB | ASIS | ROB | TAP | PER | FP | PTS | %TC  | %3P | %FT  | MIN  | PTS | REB  | AST |
| 1973-74   | 25   | Milwaukee Bucks    | NBA  | 16 | 505 | 47  | 111 |     |    | 13  | 19 | 35    | 163 | 20   | 7   | 14  |     | 70 | 107 | .423 |     | .684 | 31.6 | 6.7 | 10.2 | 1.3 |
| 1976-77   | 28   | Los Angeles Lakers | NBA  | 5  | 56  | 7   | 12  |     |    | 0   | 0  | 2     | 9   | 6    | 1   | 0   |     | 11 | 14  | .583 |     |      | 11.2 | 2.8 | 1.8  | 1.2 |
| Total     |      |                    | NBA  | 21 | 561 | 54  | 123 |     |    | 13  | 19 | 37    | 172 | 26   | 8   | 14  |     | 81 | 121 | .439 |     | .684 | 26.7 | 5.8 | 8.2  | 1.2 |